# Janez Janša
Ivan Janša, llamado Janez Janša (n. en Liubliana, Eslovenia, 17 de septiembre de 1958) es un político esloveno. Líder del Partido Demócrata Esloveno (Slovenska Demokratska Stranka) o SDS y primer ministro de su país desde el 13 de marzo de 2020 hasta el 1 de junio de 2022.

## Carrera política

### Primeros años
Colaborador y corresponsal de defensa del semanario izquierdista crítico Mladina (Juventud) en los años ochenta, además de dirigente de las juventudes comunistas eslovenas (rama juvenil de la Liga de los Comunistas de Yugoslavia), Janša fue uno de los protagonistas de llamado juicio de Liubliana (o juicio de los cuatro, proces proti četverici). Janša filtró a Mladina un documento clasificado recogiendo la transcripción de una reunión de la Liga de los Comunistas de Yugoslavia, en la que las autoridades federales acusaban a Mladina de estar financiada por la CIA, y presionaban al gobierno esloveno para que cerrara el semanario. La publicación en 1988 de fragmentos de la transcripción en Mladina, prohibida por tratarse de documentos oficiales y clasificados, desencadenó la detención de Janša, de dos editores del semanario, y de un oficial del Ejército. El juicio de los cuatro cohesionó a la oposición democrática y nacionalista eslovena, aumentó la circulación de la revista, y fue uno de los jalones de la secuencia de secesión eslovena.
En 1989, Janša es uno de los fundadores del SDZ (Slovenska Demokratična Zveza o Unión Democrática Eslovena), primer partido de oposición en la República Federativa de Eslovenia todavía perteneciente a Yugoslavia. Tras la victoria de la plataforma electoral DEMOS en las primeras elecciones libres de la República Federativa de Eslovenia en 1990, Janša es llamado al difícil puesto de ministro de Defensa.
Puesto difícil porque tiene que dirigir la Guerra de Independencia Eslovena y las veleidades centralizadoras de Yugoslavia, las reivindicaciones territoriales de los neofascistas italianos entonces en el poder en Istria y las tensiones fronterizas con la nueva República de Croacia.
La SDZ se desintegra en 1992 (la mayoría de sus miembros se unirán al Liberalna Demokracija Slovenije) y Janša se convierte en miembro del partido Socialdemokratska Stranka Slovenije (fundado en 1988) de Jože Pučnik. Janša se mantiene en su puesto de ministro de Defensa hasta 1994. Está implicado en el tráfico para suministrar armas a las facciones de Croacia y Bosnia y Herzegovina  durante las guerras yugoslavas, eludiendo así el embargo internacional de armas.
En marzo de 1994 los servicios de seguridad del ministerio de Defensa apalean en plena calle a un antiguo colaborador de Janša. Este último, ya muy debilitado políticamente por varios asuntos, es obligado a dimitir. Se convierte entonces en presidente del SDS.

## Primer ministro

### Primer mandato
En 2003, el SDS cambia su nombre a Partido Demócrata Esloveno. El 3 de octubre de 2004 el SDS gana las elecciones legislativas con 29 diputados de 90 con que cuenta el Državni zbor y supera al Partido Liberal-Demócrata (LDS) del primer ministro saliente Anton Rop. Ejerció como primer ministro hasta 2008.

### Segundo mandato
Janša fue nombrado primer ministro nuevamente en 2012, después de una elección anticipada en diciembre de 2011. 
Los ministros de su gobierno miembros del partido nacionalista NSi-KLS participaron en ceremonias de homenaje a los domobranci, la milicia colaboracionista durante la Segunda Guerra Mundial. Las celebraciones de la independencia en junio de 2012 fueron muy controvertidas, ya que el Gobierno prohibió la presencia de símbolos de los partisanos, la resistencia antifascista a la ocupación alemana, rompiendo así con el consenso habitual que situaba al Estado esloveno en el legado del Comité de Liberación Nacional Antifascista de Eslovenia (Subnor).
El 27 de febrero de 2013, el segundo gobierno de Janša fue derrocado en un voto de desconfianza promovido por el partido de centroizquierda Eslovenia Positiva (PS) con 55 votos a favor y 33 en contra, luego de ser Jansa acusado de corrupción y de llevar a cabo una política económica antisocial. La moción contó con el apoyo del Partido Social-Demócrata (SD) y de dos formaciones menores que abandonaron la coalición en el poder, la Lista Cívica (DL) y el Partido Democrático de los Jubilados de Eslovenia (DeSUS), y Alenka Bratušek de Eslovenia Positiva se encargó de formar un nuevo gobierno. El 5 de junio de 2013, Janša fue sentenciado a dos años de prisión por cargos de corrupción.  El fallo fue confirmado por el tribunal superior de Eslovenia el 28 de abril de 2014 y revocado por unanimidad por el Tribunal Constitucional de Eslovenia el 23 de abril de 2015.

### Tercer mandato
Después de pasar años en la oposición, tras la renuncia de Marjan Šarec como primer ministro, Janša fue elegido por el parlamento esloveno como primer ministro designado el 3 de marzo de 2020, para formar el 14.º Gobierno de Eslovenia. Asumió oficialmente el cargo el 13 de marzo.
Lleva a cabo una política autoritaria destinada a tomar el control de los medios de comunicación y de las instituciones.  Su línea de actuación es euroescéptica, contraria a la inmigración y alineada a los principios del Grupo de Visegrado. A principios de 2021, se cortó la financiación de la agencia nacional de noticias STA y se sustituyó al director de la televisión pública. El canal privado Nova 24TV, en cambio, es ostensiblemente pro-Jansa. La mayoría de los dirigentes de las instituciones culturales de Liubliana fueron destituidos en un año. En noviembre de 2020, 150 intelectuales y académicos denunciaron en una petición "una toma de posesión de las instituciones culturales".